# Steve Sampson
Steve Sampson (ur. 19 stycznia 1957 roku w Salt Lake City), amerykański piłkarz i trener piłkarski. W latach 80. był szkoleniowcem klubów amatorskich, a od 1990 do 1994 roku członkiem komitetu organizacyjnego finałów mistrzostw świata 1994. W czasie tego turnieju pomagał Veliborowi Milutinoviciowi w prowadzeniu reprezentacji USA. Po mistrzostwach Milutinović podał się do dymisji i nowym trenerem kadry został Sampson. Awansował z nią do Mundialu 1998, ale na francuskich boiskach Amerykanie przegrali wszystkie mecze i szkoleniowiec musiał odejść. Od 2002 do 2003 roku był selekcjonerem reprezentacji Kostaryki. Obecnie pracuje jako pierwszy trener w Los Angeles Galaxy.